# Isidoro Bosarte
Isidoro Bosarte (Baeza, 1747-Madrid, 1807) fue un historiador del arte ilustrado español, secretario de la Real Academia de Bellas Artes de San Fernando desde 1792. 

## Biografía
Como secretario de Vicente Osorio Moscoso, conde de Aguilar, embajador de España en las cortes de Turín y Viena, tuvo la oportunidad de viajar por Europa. A la muerte del conde, en 1786, fue hecho bibliotecario de los Reales Estudios de San Isidro y publicó una Disertación sobre los monumentos, la pintura, escultura y arquitectura que se hallan en la ciudad de Barcelona, centrándose en las antigüedades romanas. Paralelamente pronunció algunas lecciones en la cátedra de Historia literaria y dirigió el Gabinete de Lectura española o Colección de muchos papeles curiosos de escritores antiguos y modernos de la nación, del que salieron seis números entre 1787 y 1793. En 1791 publicó las lecciones impartidas en los Reales Estudios con el título Observaciones sobre las bellas artes entre los antiguos hasta la conquista de Grecia por los romanos, divididas en cuatro partes: las tres primeras para la escultura, la pintura y la arquitectura entre los griegos y la cuarta para el arte egipcio, siendo uno de los primeros estudios dedicados en España a esta materia. Secretario de la Real Academia de Bellas Artes de San Fernando desde enero de 1792, el mismo año fue hecho supernumerario de la Real Academia de la Historia y numerario en 1797.
Agregado a la Sala de Antigüedades de la Academia de la Historia, con José de Guevara Vasconcelos, Joaquín Traggia, José Cornide y José Ortiz y Sanz, redactó el informe preliminar y la Real Cédula por la que Carlos IV mandaba observar y dar cumplimiento a la Instrucción formada por la Real Academia de la Historia sobre el modo de recoger y conservar los monumentos antiguos descubiertos o que se descubran en el Reino, que será el punto de partida en España de la legislación destinada a la protección y conservación del patrimonio artístico y arqueológico.
Encargado en 1802 de continuar el Viage de España de Antonio Ponz, en 1804 publicó el único tomo que llegó a redactar: el Viaje artístico a varios pueblos de España, con el juicio de las tres Nobles Artes que en ellos existen, y épocas a que pertenecen, en el que se ocupó de Segovia, Valladolid y Burgos. Con un planteamiento distinto al de Ponz, centró su atención en el patrimonio artístico organizando sus descripciones de forma cronológica. Entre juicios de valor, Bosarte defendía la arquitectura gótica, a la que ya había dedicado un estudio en el Gabinete de Lectura española, al creerla inspirada en la naturaleza, y defendía restaurar las catedrales conforme al mismo estilo, sin picar ni dañar los adornos góticos para acercarlos al estilo clásico, aun siendo este superior, pues «con semejante operación se defrauda a la Historia del Arte de sus testimonios auténticos».